# Georgios Makropoulos
Georgios Makropoulos (griechisch Γεώργιος Μακρόπουλος, * 29. September 1953) ist ein griechischer Schachfunktionär und -meister. Seit 1986 bekleidet er Führungsämter des Weltschachbundes FIDE. 

## Schachkarriere
Als Spieler gehörte er in den 70er und 80er Jahren zur griechischen Spitze. Zwischen 1971 und 1985 gewann er sieben Mal die griechische Meisterschaft.
Es ist seit 1979 Internationaler Meister und erzielte 1980 im Turnier Banco di Roma eine Großmeisternorm. Zwischen 1971 und 1989 war er Mitglied der griechischen Nationalmannschaft, er nahm an den Schacholympiaden 1972, 1974 und 1980 sowie der Mannschaftseuropameisterschaft 1989 teil.
Er wird bei der FIDE als inaktiv geführt, da er seit der griechischen Mannschaftsmeisterschaft 2009 keine Elo-gewertete Partie mehr gespielt hat.

## Funktionärstätigkeit
Makropoulos arbeitete ab 1977 als Journalist für die Athener Tageszeitung Eleftherotypia. Er ist seit 1982 Präsident des griechischen Schachverbandes. Unter seiner Ägide fanden zahlreiche internationale Schachveranstaltungen in Griechenland statt, darunter die beiden Schacholympiaden 1984 und 1988 in Thessaloniki. 
Nachdem der Präsident der FIDE Florencio Campomanes im Jahre 1984 die Schacholympiade 1986 nach Dubai vergeben und der ausrichtende Schachverband der Vereinigten Arabischen Emirate daraufhin angekündigt hatte, die israelische Mannschaft nicht einzuladen, wurde Makropoulos zusammen mit Raymond Keene und Don Schultz Mitglied einer Verhandlungskommission, die ab Ende 1984 im Auftrag der FIDE Lösungen der entstandenen Krise finden sollte. Trotz internationaler Proteste und ungeachtet der Bemühungen der Kommission nahm die israelische Mannschaft nicht an der Olympiade in Dubai teil. Auf dem FIDE-Kongress in Dubai wurden die Statuten so geändert, dass eine zukünftige Nichteinladung einzelner Verbände zu FIDE-Veranstaltungen durch die Gastgeber nur noch mit Zustimmung einer Dreiviertelmehrheit der Vollversammlung der FIDE möglich sein sollte. 
Im Jahre 1986 wurde Makropoulos Vizepräsident der FIDE. Im Jahre 1990 wechselte er auf die Position des Generalsekretärs der Organisation, die er bis 1996 einnahm. Danach war er bis 2018 stellvertretender Präsident der FIDE. Im Jahre 2006 unterstützte Makropoulos die erneute Kandidatur des FIDE-Präsidenten Kirsan Iljumschinow, der sich auf dem Kongress in Turin gegen Bessel Kok mit 96:54 Stimmen durchsetzte. 2018 kandidierte Makropoulos selbst erfolglos gegen Arkadi Dworkowitsch.